# Janina Marahrens-Hashagen
Janina Marahrens-Hashagen (* Dezember 1956 in Bremen) ist eine deutsche Unternehmerin und ehemalige Präses der Handelskammer Bremen – IHK für Bremen und Bremerhaven.

## Leben
Janina Marahrens studierte an der Universität Hamburg Wirtschaftswissenschaften mit dem Abschluss Diplom-Kauffrau.
Marahrens-Hashagen ist verheiratet und hat zwei erwachsene Kinder.

### Unternehmerin
1982 trat sie in die Geschäftsführung des 1949 von ihrem Vater gegründeten Unternehmen Schilderwerk Marahrens ein.
Seit 1998 führen sie und ihr Bruder – seit 2020 sie und Jan-Christian Hashagen – als geschäftsführende Gesellschafter die Firmengruppe H. Marahrens.

### Handelskammer Bremen
Janina Marahrens-Hashagen gehört seit 2001 dem Plenum der Handelskammer Bremen an. 2009 wurde sie in das Präsidium gewählt und gehört seither (Stand: Februar 2023) diesem Gremium an.
Vom 21. Januar 2019 bis 21. Januar 2022 war sie als erste Frau in diesem Amt Präses der Handelskammer Bremen – IHK für Bremen und Bremerhaven.

## Ehrungen
Die Arbeitsgemeinschaft Selbständiger Unternehmer (ASU) und der Bundesverband Junger Unternehmer (BJU) wählten Janina Marahrens-Hashagen 2002 zur Unternehmerin des Jahres.
Im Februar 2020 gab Haus Seefahrt bekannt, dass bei der – stets zwei Jahre im Voraus stattfindenden – Wahl der drei verantwortlichen Schaffer für 2022 neben zwei Männern der derzeitige Präses der Handelskammer Bremen, die Unternehmerin Janina Marahrens-Hashagen, ausgewählt wurde. Damit wurde erstmals seit knapp 480 Jahren eine Frau als Schafferin gewählt.
Da die Schaffermahlzeit im Jahr 2022 ersatzlos ausfiel, führte Marahrens-Hashagen erst im Jahr 2023 die 479. Schaffermahlzeit als 1. Schafferin an.